# Analiza valorii adăugate
Analiza valorii adăugate (engleză Value-added analysis, franceză Analyse de la valeur ajoutée) este o metodă de studiere a procesului în scopul identificării problemelor. Valoarea adăugată reflectă creșterea valorii produsului peste costurile inițiale ale materialelor, bunurilor intermediare etc. Această analiză vine în ajutorul unei echipe care urmărește să privească în mod critic pașii separați ai unui proces, în scopul diferențierii pașilor (etapelor) care adaugă valoare de cei (cele) care nu adaugă valoare.

## Situații de folosire
Cazurile frecvente de folosire a acestei analize pot fi următoarele:
- Atunci când se realizează fluxul unui proces pentru a se asigura faptul că nu sunt incluse activități care nu adaugă valoare;
- La analiza unei diagrame flux, pentru identificarea tuturor surselor de „pierderi” ale unui proces.[1]

## Procedura de efectuare a analizei
1. Se obține sau se întocmește o diagramă flux detaliată sau o diagramă a desfășurării unui proces.
2. Pentru fiecare etapă a procesului se pun următoarele întrebări:
- Este necesară această activitate pentru producerea ieșirilor (outputs) ?
- Contribuie această activitate la satisfacerea cerințelor clientului?

Dacă răspunsul la ambele întrebări este da, atunci se etichetează sau se marchează această etapă printr-un cod de culoare (verde) ca fiind adăugare de valoare reală (AVR). 
3. Dacă răspunsul a fost negativ cel puțin la una dintre întrebări se pune suplimentar următoarea întrebare: contribuie această activitate la necesitățile organizației? Dacă răspunsul este afirmativ, atunci se etichetează sau se marchează această etapă printr-un cod de culoare (galben) ca fiind adăugare de valoare pentru organizație (AVO).
4. Dacă răspunsul la toate întrebările a fost negativ, atunci această etapă (activitate) se etichetează sau se marchează printr-un cod de culoare (roșu) ca fiind non-adăugare de valoare (NAV).

5. Se analizează activitățile care nu adaugă valoare pentru a le diminua sau pentru a le elimina din proces, fără ca această diminuare/eliminare să dăuneze procesului.

## Definirea activităților
- Activitățile uzuale din categoria NAV sunt: inspecția (controlul), reprelucrarea, inventarierea materialelor, așteptarea, rotația materialelor. Activitățile costurilor non-calității nu adaugă de obicei valoare.

- Activitățile uzuale din categoria AVO sunt: programarea timpului, întreținerea, gestionarea informațiilor, contabilitatea, activități administrative.

- Activitățile uzuale AVR sunt: primirea comenzii pentru produse, fabricarea, livrarea produselor, oferirea asistenței, comunicarea informațiilor necesare pentru client.